# Волков, Тимофей Васильевич
Тимофей Васильевич Волков (род. 1931) — советский хозяйственный, государственный и политический деятель, Герой Социалистического Труда.

## Биография
Родился в 1931 году. Член КПСС.
С 1956 года — на хозяйственной, общественной и политической работе. В 1956—1986 гг. — участник освоения целины по комсомольской путёвке, бригадир тракторно-полеводческой бригады ордена Трудового Красного Знамени совхоза имени Ленина Иртышского района Павлодарской области.
Указом Президиума Верховного Совета СССР от 19 апреля 1967 года присвоено звание Героя Социалистического Труда с вручением ордена Ленина и золотой медали «Серп и Молот».
Делегат XXIV съезда КПСС.
Живёт в Павлодарской области.